# 祝圣圣斯德望与圣斯德望分发施舍
《祝圣圣斯德望与圣斯德望分发施舍》（義大利語：Santo Stefano riceve il diaconato e distribuisce le elemosine）是一幅湿壁画，位于梵蒂冈宗座宫的尼各老小堂，由真福安杰利科修士绘制于1447-1448年，尺寸为271 x 205 厘米。这幅湿壁画位于左墙的半月楣，是《圣斯德望的生平事迹》组画的第一幅。

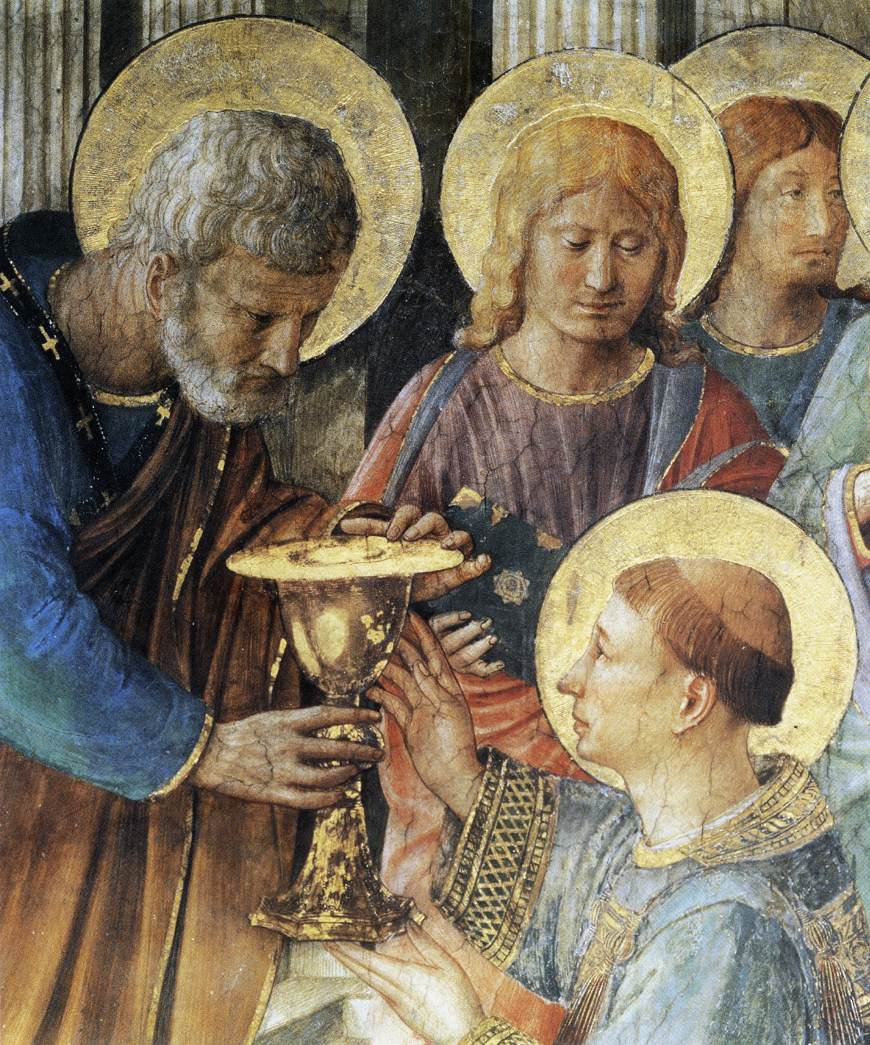
细部

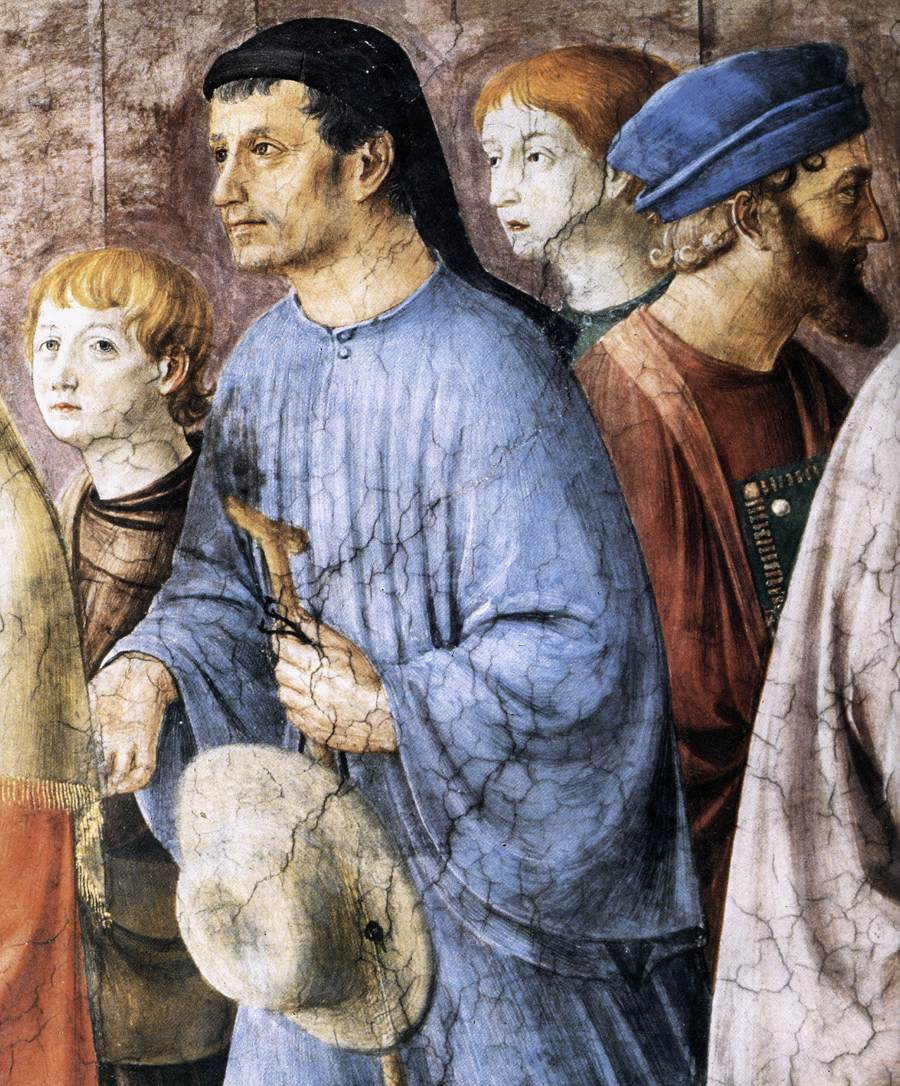
细部